# Cele șase lebede
Cele șase lebede (în germană Die sechs Schwäne) este un basm german cules de frații Grimm în Basmele Fraților Grimm în 1812 (KHM 49).
Este de tipul Aarne–Thompson 451 („Fecioara care își caută frații”), întâlnit frecvent în toată Europa. Alte povești de acest tip includ: Cei șapte corbi, Cele douăsprezece rațe sălbatice, Udea și cei șapte frați ai săi, Lebedele sălbatice și Cei doisprezece frați. Andrew Lang a inclus o variantă a poveștii în Cartea zânelor galbene.

## Origine
Povestea a fost publicată de frații Grimm în prima ediție a Kinder- und Hausmärchen („Basme pentru copii”) în 1812 și rescrisă substanțial pentru a doua ediție în 1819. Sursa lor de inspirație este prietena și viitoarea soție a lui Wilhelm Grimm, Henriette Dorothea (Dortchen) Wild (1795–1867).

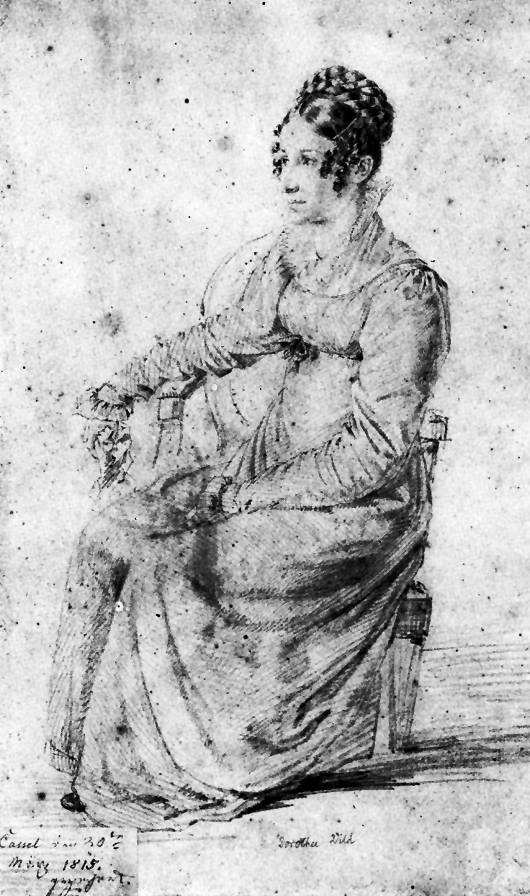
Ludwig Emil Grimm Dortchen Wild 1815

## Rezumat

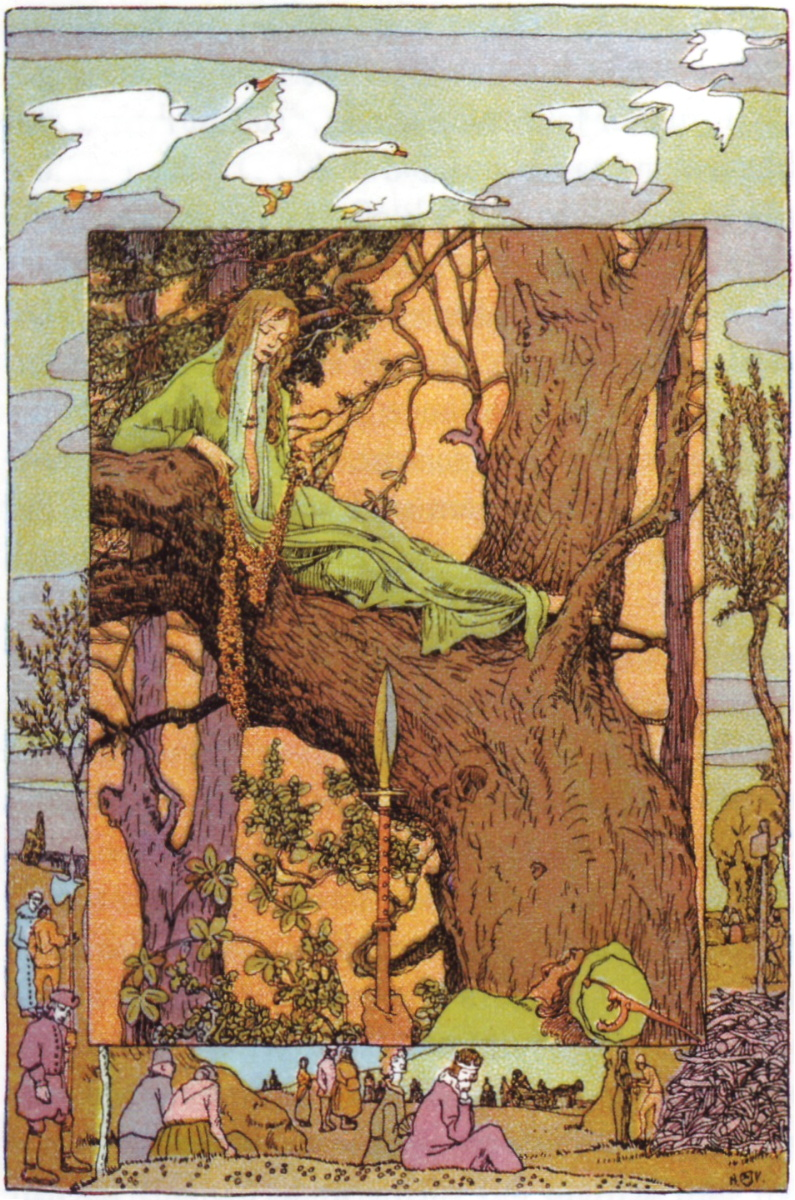
Ilustrație de Heinrich Vogeler

Un rege se rătăcește într-o pădure, iar o vrăjitoare bătrână îl ajută, cu condiția să se căsătorească cu frumoasa ei fiică. Regele bănuiește că fecioara este malefică, dar acceptă să se căsătorească cu ea. El avea deja șase fii și o fiică din prima căsătorie și de aceea acum se teme că aceștia ar putea fi maltratați de noua lui soție; așa că îi trimite, în secret, la un castel ascuns de ochii lumii, unde îi vizitează în secret. 
Noua regină și acum și mamă vitregă, care învățase vrăjitoria de la mama ei, află despre copiii ei vitregi și decide să scape de ei. Coase șase cămăși albe magice, merge la castelul ascuns și aruncă cămășile peste băieți, transformându-i în lebede.
Sora încă om a prinților fuge, găsindu-și frații în coliba unui vânător. Prinții își pot recăpăta formele omenești doar cincisprezece minute în fiecare seară. Ei îi spun surorii lor că au auzit de o modalitate de a ridica blestemul: timp de șase ani, nu are voie să vorbească în timp ce le va coase șase cămăși din flori de stele. Pe de altă parte, dacă vorbește cumva înainte de sfârșitul celui de-al șaselea an, vraja nu va mai putea fi ruptă niciodată. Prințesa acceptă să facă acest lucru și, adăpostindu-se într-un copac, culege florile-stea și coase în tăcere.
La începutul celui de-al patrulea an, Regele unei alte țări o găsește pe Prințesă țesând, este răpit de frumusețea ei și o duce la curtea sa, cu intenția de a o face regina lui. Cu toate acestea, mama snoabă a Regelui o urăște și nu o consideră potrivită pentru a fi regină. Când tânăra regină dă naștere primului lor copil, soacra cea rea îi ia copilul și o acuză că l-a ucis și l-a mâncat, dar regele refuză să creadă.
Tânăra regină dă naștere altor doi copii, dar încă de două ori soacra îi ascunde și minte că aceasta i-a ucis și i-a mâncat pe bebeluși. Regele nu mai poate să o protejeze și, neputând să se apere în mod corespunzător, Regina este condamnată la ardere pe rug ca vrăjitoare. În tot acest timp, ea și-a oprit lacrimile și cuvintele și a continuat să coasă în tăcere cămășile cu flori de stea, indiferent cu ce preț.
În ziua execuției sale, regina reușise să termine toate cămășile pentru frații ei. Când este adusă pe rug, ia cămășile cu ea și exact când este pe cale să fie arsă, cei șase ani expiră și sosesc în zbor cele șase lebede. Fata aruncă cămășile peste frații ei și aceștia își recapătă forma omenească, deși fratele cel mic rămâne cu o aripă în locul unei mâini, deoarece cămășii sale îi lipsea o mânecă (în unele variante, sora nu reușește să termine la timp ultima cămașă, iar fratele cel mic rămâne lebădă pentru totdeauna).
Acum regina poate vorbi și, cu ajutorul fraților ei, se apără de acuzațiile la adresa ei. Cei trei copii dispăruți ai Reginei sunt găsiți în viață, iar soacra ei cea rea este arsă pe rug ca pedeapsă.
În cele din urmă, regina, soțul ei, cei trei copii și cei șase frați trăiesc fericiți până la adânci bătrâneți.

## Analiză
Folcloristul Stith Thompson subliniază că poveștile de tip basm Aarne–Thompson–Uther ATU 451 fac parte dintr-o lungă istorie literară, începând cu povestea lui Dolopathos, în secolul al XII-lea. Dolopathos, în tradiția medievală, a fost folosit mai târziu ca parte a poveștii eroice Cavalerul Lebedei.
Specialistul în basme Jack Zipes citează că frații Grimm au luat în considerare originea acestora în epoca greco-romană, cu variante similare întâlnite și în tradițiile orale franceze și nordice.
Frații Grimm înșiși, pe adnotările lor, au văzut o legătură între „Cele șase lebede” și o poveste despre șapte lebede publicată în Feenmärchen (1801), precum și cu plimbarea cu lebede a Cavalerului Lebădă (Lohengrin). De asemenea, au remarcat și o legătură cu cămășile de lebădă ale fecioarelor lebădă din Volundarkvida.
În notele sale despre basmul Children of Lir („Copiii lui Lir”) din cartea sa More Celtic Fairy Tales (Și mai multe basme celtice), folcloristul Joseph Jacobs a scris că „binecunoscutul basm popular continental” Cele șapte lebede (sau corbi) a ajuns să fie relaționat cu ciclul medieval al Cavalerului de lebădă.

## Variante

### Distribuție
Se spune că acest tip de poveste este „înregistrat pe scară largă” în Europa și în Orientul Mijlociu, precum și în India și în Americi. Numai în Europa, există „peste două sute de versiuni” culese și publicate „în colecții de basme populare din toate zonele” continentului.
Criticul francez Nicole Belmont a identificat în Europa două forme ale tipului de basm: una „esențial” prezentă în zona germanică și Scandinavia, și o alta pe care a numit-o „versiune occidentală”. Ea a remarcat că în această variantă vestică, sora cea mică, după ce se stabilește cu frații, cere foc de la un căpcăun vecin, iar atunci în curtea lor crește un copac care face roade ce vor provoca transformarea.
Au fost colectate și variante din Japonia cu numele 七羽の白鳥 (romanizare: Nanaha no hakuchō; română: „Cele șapte lebede”). Totuși, specialiștii japonezi recunosc că aceste povești se limitează doar la Kikaijima și Okinoerabujima. Folcloristul japonez Keigo Seki a găsit variante și în Kagoshima.

### Predecesori literari
Un predecesor literar al poveștii este Cei șapte porumbei (napolitană: Li sette palommelle; italiană: I sette colombi), în Pentamerone de Giambattista Basile, unde frații sunt transformați în porumbei.

### Numărul de frați
În povestea fraților Grimm, există șase frați și cu toții sunt transformați în lebede.
În alte variante europene, numărul prinților/fraților alternează între trei, șapte sau doisprezece, dar foarte rar sunt doi, opt, nouă, zece sau chiar unsprezece, precum Basmul danez cules de Mathias Winther, De elleve Svaner (în română: „Cele unsprezece lebede”), publicat pentru prima dată în 1823, sau basmul ligurian Les onze cygnes.
Colecționarul maghiar de basme populare Elisabeth Sklarek a compilat două variante maghiare, Die sieben Wildgänse („Cele șapte gâște sălbatice”) și Die zehn Geschwister („Cei zece frați”) și, în comentariile ei, a remarcat că ambele povești erau legate de versiunile Grimm. .  Un al treilea maghiar este intitulat A tizenkét fekete várju ("Cei doisprezece corbi negri").
Ludwig Bechstein a adunat două variante germane, Cei șapte corbi și Cele șapte lebede.
Comentând varianta irlandeză culeasă de Patrick Kennedy, Louis Brueyre a indicat drept o altă variantă basmul indian Triumful Adevărului, sau Der Sieg der Wahrheit: în partea a doua a poveștii, copilul cel mic, o fată, este martoră la transformara celor o sută unu de frați ai ei în corbi.
Într-o variantă lituaniană, Von den zwölf Brüdern, die als Raben verwandelt wurden sau Cei doispezece frați, doisprezece corbi, mama vitregă vrăjitoare îi cere soțului ei să-și omoare fiii, să le ardă trupurile și să-i aducă cenușa lor.
În varianta maghiară A tizenkét koronás hattyu és a csiháninget fonó testvérkéjük, mama săracă a băieților își blesteamă cei doisprezece fii să capete formă de pasăre, lăsându-le totodată o portiță de scăpare: după ce se va naște sora lor, ea va trebui să coasă douăsprezece cămăși pentru a-i salva.
Într-o poveste sudaneză, Cei zece porumbei albi, porumbeii albi din titlu sunt zece frați transformați de mama lor vitregă. Sora lor are un vis în care o bătrână îi spune cheia pentru a inversa blestemul: să țeasă haine cu frunze din salcâmul pe care au așezat-o frații ei după ce au fugit de acasă.

### Rezultatele transformării
Cealaltă variantă se referă la rezultatul transformării aviare: în unele versiuni sunt rațe, în altele corbi, și chiar vulturi, gâște, păuni, mierle, berze, cocori, stăncuțe sau ciori.
Transformarea vulturului este atestată în povestea poloneză Von der zwölf Prinzen, die in Adler verwandelt wurden (în română: „Cei doisprezece prinți care au devenit vulturi”), tradus ca Vulturii. O transformare similară este menționată într-un basm românesc, care a fost comparat și cu basmul Fraților Grimm.
Transformarea gâștelor este prezentă în varianta irlandeză Cele douăsprezece gâște sălbatice, culeasă de folcloristul irlandez Patrick Kennedy și comparată cu variantele germane (Cei doisprece frați și Cei doisprezece corbi) și cu cea nordică (Cele douăsprezece gâște sălbatice).
Într-o poveste atribuită originii nord-europene, Cei doisprezece păuni albi, cei doisprezece prinți sunt transformați în păuni din cauza unui blestem aruncat de un troll.
Transformarea mierlei este atestată într-o poveste din Europa Centrală (Mierla), cules de Theodor Vernaleken: cei doisprezece frați ucid o mierlă și o îngroapă în grădină, iar din mormântul ei răsare un măr care dă rodul ce va cauza transformarea.
Transformarea aviară a berzelor este prezentă într-o poveste poloneză culeasă la Cracovia de Oskar Kolberg, O siedmiu braciach bocianach („Cei șapte frați berze”).
Povestea maghiară A hét daru („Cei șapte cocori”) atestă transformarea fraților în cocori.
Transformarea în stăncuțe este atestată în povestea maghiară A csóka lányok („Fetele stăncuțe”), în care o mamă săracă își dorește ca cele douăsprezece fiice ale ei neascultătoare să se transforme în stăncuțe și să zboare, ceea ce se și împlinește pe dată; și în povestea „Prusia de Vest” Die sieben Dohlen („Cele șapte stăncuțe”), culeasă de profesorul Alfred Cammann (de⁠(d)).
Transformarea în ciori de câmp (un tip de pasăre) este atestată în povestea ucraineană „Про сімох братів гайворонів і їх сестру” („Cei șapte frați ciori și sora lor”): mama își blesteamă fiii să se transforme în ciori de câmp (numite și „грак” „грайворон” în ucraineană). Mai târziu, după ani, se va naște sora acestora, care își va căuta frații. Povestea continuă cu motivul mărului otrăvit și al sicriului de sticlă din Albă ca Zăpada (ATU 709) și se încheie ca tipul de basm ATU 706, „Fecioara fără mâini”.
Folcloriștii Johannes Bolte și Jiri Polivka, în comentariile lor despre basmele Fraților Grimm, au compilat mai multe variante în care frații sunt transformați în tot felul de fiare și animale terestre, cum ar fi căprioarele, lupii și oile. De asemenea, profesorul georgian Elene Gogiashvili a afirmat că, în variantele georgiene ale tipului de basm, frații (de obicei nouă) se transformă în căprioare, în timp ce în variantele armenești, ei sunt în număr de șapte și devin berbeci.

## Moștenirea culturală
- Fiica pădurii, prima carte a trilogiei Șapte ape de Juliet Marillier, este o relatare detaliată a acestei povești într-un cadru celtic medieval. O tânără pe nume Sorcha trebuie să coasă șase cămăși din urzici dureros de înțepătoare pentru a-și salva frații (Liam, Diarmuid, Cormack, Connor, Finbar și Padriac) de descântecul vrăjitoarei Lady Oonagh, rămânând complet mută până când sarcina va fi terminată. Dar când se îndrăgostește de un lord britanic, Hugh de Harrowfield alias „Roșcatul”, misiunea ei se complică.
- Lebedele sălbatice (Sekai Meisaku Dōwa: Hakuchō no Ōji), un film anime din 1977, de Toei Animation, cu Eiko Masuyama în rolul Prințesei Eliza, care combină elemente din Cele șase lebede și Lebedele sălbatice de Hans Christian Andersen.
- Un episod din serialul anime Basme clasice de Frații Grimm[50], cu Mitsuko Horie în rolul Prințesei (numită aici Elise), Toshiko Fujita în rolul vrăjitoarei, Hideyuki Hori în rolul prințului, Ishizuka Unsho în rolul regelui și Koichi Yamadera, Taku Takemura, Masami Kikuchi și Keiichi Naniwa ca frații prințesei. Acest complot diferă în unele aspecte de versiunea Fraților Grimm, mai ales în partea a doua a poveștii. În anime, malefica regină-mamă vitregă își ucide soțul și îi vrăjește pe copiii acestuia pentru a obține controlul total asupra regatului, la fel ca în varianta originală, dar mai târziu ea preia rolul de soacra cea rea a Prințesei/Reginei și îl abandonează pe fiul Elisei (singurul ei copil) în pădure. Frații-lebădă își găsesc nepotul în pădure și îl țin în viață, dar sunt blocați în formele lor de lebădă toată ziua/noaptea (deși pot vorbi), până când sora lor rupe blestemul și ei îi dau copilul înapoi. Elise termină hainele la timp, prin urmare cel mai mic frate nu rămâne cu o aripă de lebădă la sfârșit. Când mama vitregă cea rea este demascată ca vrăjitoare și drept cea care i-a înscenat totul Elisei, aceasta încearcă să scape folosindu-se de magie, dar apoi ia foc accidental din rugul lui Elise și moare în flăcări.
- Episodul lui Paul Weiland „Cei trei corbi” din serialul de televiziune al lui Jim Henson Povestitorul, este o altă repovestire a acestei povești clasice. După ce regina moare, o vrăjitoare rea îl capturează pe rege și îi transformă pe cei trei fii ai acestuia în corbi. Prințesa scapă și trebuie să nu vorbească trei ani, trei luni, trei săptămâni și trei zile pentru a rupe vraja. Dar după ce întâlnește un prinț frumos, brusc nu mai este atât de simplu, deoarece mama ei vitregă l-a ucis pe tatăl ei și s-a recăsătorit - cu tatăl prințului. Însă atunci când vrăjitoarea încearcă să o ardă pe rug, corbii o atacă și ea își dă foc accidental, transformându-se instantaneu în cenușă. Moartea ei dezleagă aproape complet vraja, dar prințesa rupe tăcerea cu trei minute prea devreme, iar fratele ei mai mic rămâne cu o aripă pentru totdeauna.[51]
- Romanul Aripă de pasăre de Rafe Martin îl urmărește pe cel mai tânăr dintre prinți, om, dar cu o aripă în locul brațului stâng, în timp ce crește cu această „diformitate”.[52]
- Lumina lunii prezintă o prințesă în vârstă de treisprezece ani pe nume Aowyn, care își pierde mama din cauza unei boli misterioase și are misiunea de a-și proteja tatăl și pe cei șase frați ai ei de conspirația unei vrăjitoare hotărâte să preia tronul. Această repovestire este scrisă de Ann Hunter și are loc pe Insula Summer, o Irlandă alternativă.[53]
- Lumea neterminată de Amber Sparks adaptează această poveste în „La Belle de Nuit, La Belle de Jour” (Frumoasa nopții, Frumoasa zilei), o repovestire modernă amestecată cu elemente de basm precum regate și mașini, televizoare și golemi sau vrăjitoare și politicieni. Aici, prințesa este blestemată ca toate cuvintele ei să se transforme în albine, împiedicând-o să vorbească.[54]
- Romancierul irlandez Padraic Colum a folosit o poveste similară în romanul său Fiul regelui Irlandei, în capitolul Povestea unică: regina își dorește o fiică cu ochi albaștri și păr blond și le urează neatentă fiilor ei „să meargă cu gâștele sălbatice”. De îndată ce fiica se naște, prinții se transformă în gâște sălbatice gri și zboară departe de castel.[55]